# 한국어의 높임말
한국어에는 높임말이 있다. 한국어에서는 경어 사용이 비교적 일반화되어 있으며 문법적으로 자리가 잡혀 있다. 높임말은 주로 손위 혹은 처음 보는 사람에게 사용한다.
현대의 남북한에서는 매우 친밀한 경우를 제외하고는 상대가 태어난 연도가 자신이 태어난 연도보다 1년 이상 높은지, 아니면 같은지, 아니면 1년 이상 낮은 지에 따라서 높임말의 사용 여부가 달라진다. 하지만 일부를 중심으로 근소한 연령차이를 이유로 높임말 사용 여부가 달라지는 것에 불합리함을 느끼고 근소한 연령 차이 이내에서 친밀감에 따라서 높임말 사용 여부를 달리하려고 하고 있다. 하지만 이들 일부의 영향력은 미미하다. 그리고 높임말 사용 여부와 무관하게 태어난 연도가 1년 이상 차이가 나면 어떠한 친한 사람이라 할지라도 서로 친구라고는 생각하지 않는다. 흔히 이를 일본보다 유교의 영향을 많이 받아서 생긴 관습으로 알려져 있지만 사실이 아니다. 조선시대까지의 한반도에서는 현대와 달리 나이 차이를 심하게 따지지 않았기 때문에 근소한 연령차 이내에서 친구를 만드는 문화였다. 현대의 남북한의 연령서열 관습은 일제강점기 당시 일본의 식민지배에 의해 영향을 받은 것이다. 1945년 이전의 일본은 군대나 학교를 엄격한 기수제로 운영했기 때문에, 연령서열이나 연공서열이 지금보다 엄격했다. 이런 일본군의 기수제 요소가 남북한의 사회에 많은 영향을 미치게 되었다.
1945년 이후의 일본 사회에서는 일본군의 해체와 문민정부의 설립에 의해 이러한 과도한 서열문화가 많이 약해졌지만, 한반도에서는 그 이후 독재정권의 영향으로 일본군의 요소가 사회 곳곳에 스며들게 된 것이다. 따라서 남북한에서는 다른 나라들과는 달리 연령을 자주 따지는 것이 일반적이다. 특히 일본 제국의 괴뢰국 만주국의 군인 출신인 박정희가 대한민국 사회 곳곳에 일본군의 악습이나 군대 문화를 곳곳에 이식해놓았다. 이것이 1987년 민주화 이후에도 그 잔재가 남아있기에 생기는 현상이다. 특히 대한민국에서는 일본 제국의 괴뢰군이었던 만주국 군대 출신인 박정희가 대한민국 사회에 곳곳에다가 각종 군사적 문화 및 악습을 이식시킨 바 있으며, 이것이 1987년에 민주화가 이루어진 이후에도 그 잔재가 많이 남아있기에 발생하는 현상이다.

## 방식
한국어에서 경어를 사용하는 방식은 두 가지이다.
첫 번째는 동사의 변화를 주는 것인데, 동사의 어미에 "-요", "-습니다/-ㅂ니다"와 같은 종결 어미를 붙이거나, "-(으)시"와 같은 어미를 붙이는 방법이다.
- 알았다 → 알았어요, 알았습니다
- 보다 → 보시다

두 번째는 경어적 의미를 가진 단어를 쓰는 방법이다.
- 너 → 당신, 분, 귀하
- 밥 → 진지
- 집 → 댁
- 있다 → 계시다
- 사람 → 분
- 녀석 → 양반
- 아프다 → 편찮으시다 ("아프시다"가 아님)
- 하다 → 하시다
- ~(하)다 → ~(하)시다
- ~(이)다 → ~(이)시다

문장에서의 활용법은 다음과 같다. 대응되는 낱말 끼리 볼드 처리 되어있다.
- 기계가 일을 한다. → 아버지께서 일을 하신다.
- 나의 여우는 생선을 좋아한다. → 어머니께선 생선을 좋아하신다.
- 내 친구가 꽃을 산다. → 이모께서 꽃을 사신다.
- 그 아이는 A양을 안다. → 그 분께선 A양을 아신다.
- 그 아이는 A양을 모른다. → 그 분께선 A양을 모르신다.
- 차고에 자동차가 있다. → 교실에 선생님이 계신다.
- 차고에 자동차가 없다. → 교실에 선생님이 계시지 않는다.
- 친구의 집 → 어르신의 댁
- 병아리가 곡식을 먹는다. → 어르신께서 곡식을 드신다 (잡수신다).
- 병아리가 죽었을 때. → 어르신께서 돌아가셨을 때.
- 친구의 이름 → 선생님의 성함
- 개를 데려가다 → 어르신을 모셔가다

'말씀'의 경우 자신의 말을 낮추어 이르는 표현이기도 하며 상대의 말을 높여 이르는 말이기도 하다.
- 말씀드리겠습니다.
- 선생님이 말씀하셨잖냐고.

일본어나 중국어, 자바어, 태국어, 베트남어 등에도 이와 유사한 경어의 사용법이 있다.

## 겸양어
겸양어(謙讓語) 또는 겸사말(謙辭-)은 자신을 낮춤으로써 상대를 높이는 말이다. 겸양사(謙讓辭), 경양어(敬讓語)라고도 한다.
- 나 → 저
- 우리 → 저희
- 묻다 → 여쭈다
- 보다 → 뵈다
- 주다 → 드리다

## 말단계

### 하오체
하오체는 한국어에서 상대편을 보통으로 높이는 종결형 상대 높임법 중 하나이다. 오늘날에는 드라마 사극 등에서 쓰이며, 현대 국어의 구어에서는 거의 쓰지 않는다. 하지만 종종 지시문 등에서 하오체를 볼 수 있다. 예시로 문에 있는 '미시오', '당기시오' 등이 있다.
디시인사이드 등의 인터넷 커뮤니티에서 '자신을 낮추지 않으면서 상대방을 높이는' 뜻으로 사용되기도 했다.

### 해요체
말그대로 반말에다가 요를 붙이거나 따로 요 전용 말투를(이에요, 예요 등) 쓰는 것이다. 귀여운 느낌을 줄 때도 있지만 보통은 예의 바르다는 말을 듣게 된다. 경어중에서는 입니다보다 혐오감이나 부담감이 적은 말투이다.

## 같이 보기
- 압존법